# Adula

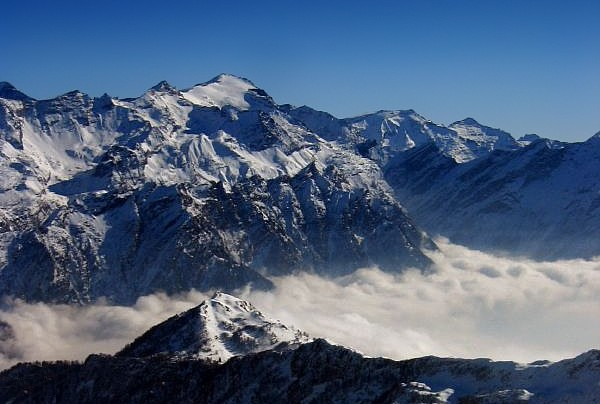
Rheinwaldhorn

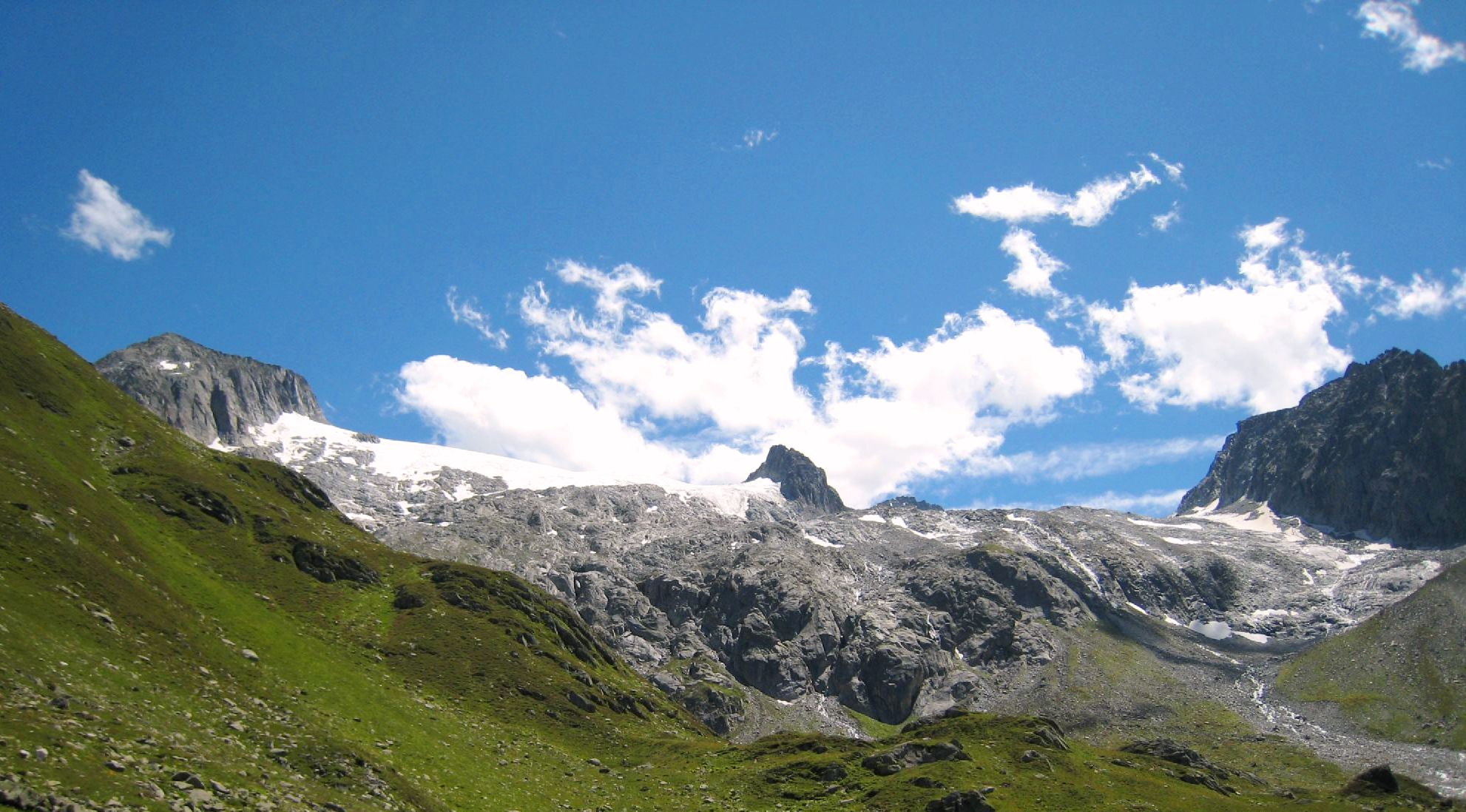
Piz Medel

Adula – grupa górska znajdująca się w Alpach Lepontyjskich, części Alp Zachodnich. Leży na pograniczu Szwajcarii (kantony Ticino, Gryzonia i Uri) i Włoch (region Piemont). Góry te zbudowane są z granitów, łupków łyszczykowych oraz gnejsów. Najwyższym szczytem jest Rheinwaldhorn wznoszący się na wysokość 3402 m n.p.m.
We wschodniej części tej grupy górskiej znajduje się przełęcz San Bernardino. Z kolei z lodowca Zapport wypływa Tylny Ren (Hinterrhein) należący do potoków źródłowych Renu. 
Najwyższe szczyty:
- Rheinwaldhorn - 3402 m,
- Güferhorn - 3379 m,
- Pizzo Tambò - 3279 m,
- Piz Medel - 3210 m,
- Scopi - 3200 m,
- Cima di Camadra - 3172 m,
- Cima Rossa - 3161 m,
- Pizzo Zapport - 3152 m,
- Piz Terri - 3149 m,
- Fanellhorn - 3124 m,
- Cime di Val Loga - 3004 m,
- Piz Beverin - 2997 m,
- Torrone Alto - 2948 m,
- Pizzo Tamborello - 2858 m,
- Pizzo di Claro - 2727 m,
- Pizzo Paglia - 2593 m,
- Pizzo Cavregasco - 2535 m,
- Cima dello Stagn - 2380 m.